# 拉斯羅薩斯 (聖大非省)
32°29′S 61°35′W / 32.483°S 61.583°W
拉斯羅薩斯（西班牙語：Las Rosas），是阿根廷的城市，位於該國東北部聖大非省，是貝爾格拉諾縣的首府，始建於1889年，面積697平方公里，海拔高度98米，2010年人口13,689，人口密度每平方公里0.02人。